# Paulus (cognom romà)
|  | Aquest article tracta sobre el cognom romà per altres personatges vegeu Pau (nom) |

Paulus (llatí: Paullus o Paulus, grec antic: Παῦλος) va ser un cognom romà que portaven diverses gens, però principalment la branca de la gens Emília dels Emili Paulus.
Dins la gens Emília, aquest cognomen va néixer sens dubte a propòsit d'un personatge de baixa estatura, car paulus significa 'petit' en llatí. Originalment es va escriure amb doble l, i així apareix als denaris republicans i a les inscripcions antigues. Però a les monedes imperials i a inscripcions de l'època republicana tardana i època imperial apareix amb una de sola, i així també ho adapten els autors grecs (grec antic: Παῦλος). En català, sigui com a cognom o com a prenom, s'adapta com a Paulus, però quan els personatges ja no es consideren del món antic ans dins l'òrbita del cristianisme se sol adaptar com a Pau (el primer, Pau de Tars, en llatí: Paulus Tarsensis, en grec antic: Παῦλος Ταρσεύς).
- Emili Paulus, nom d'una família romana.
  - Marc Emili Lèpid (cònsol 78 aC) recuperà el cognom d'aquesta branca extingida tot posant al seu fill el nom de Luci Emili Paulus, en honor de Luci Emili Paulus Macedònic. Luci Emili Paulus, besnet de Marc Emili Lèpid i net de Luci Emili Paulus, també portà aquest cognomen.
- Sergi Paulus, governador de Xipre
- Juli Paulus, germà de Claudi Civilis, cap de la revolta dels bataus.
- Luci Veti Paulus, cònsol l'any 81 dC.
- Passiè Paulus, amic de Plini el Jove.
- Luci Sergi Paulus, cònsol l'any 168.
- Júlia Cornèlia Paula, esposa de l'emperador Elagàbal.
- Juli Paulus Prudentíssim, jurista romà del segle iii dC.

## Usat com a prenom
- Paulus Emili Lèpid, cònsol el 34 aC. Fill de Luci Emili Paulus, sembla que usà Paulus com a prenom, però també és anomenat Luci Emili Lèpid Paulus.
- Paulus Fabi Màxim, cònsol l'11 aC. Era fill de Quint Fabi Màxim i el seu besavi, Quint Fabi Màxim Emilià, era fill de Luci Emili Paulus Macedònic, però fou adoptat per Quint Fabi Màxim Berrugós. Paulus Fabi Màxim rebé el seu prenom en honor del seu rebesavi Luci Emili Paulus.
- Paulus Fabi Pèrsic, cònsol el 34 dC, fill de l'anterior.
- Paula Valèria, esposa de Dècim Juni Brutus Albí, assassí de Cèsar.
- Paulus Germí, escriptor romà d'Orient.
- Flavi Paulus, dux visigòtic revoltat.

En general, els personatges més tardans anomenats Paulus se solen adaptar al català Pau, versió catalana del nom llatí. El femení és Paula. Vegeu-ne els articles per més informació.

## Derivats
- Paulí (llatí: Paulīnus).
- Pàulul (llatí: Paullulus), agnomen d'Espuri Postumi Albí Pàulul (cònsol 174 aC) atesa la seva baixa estatura.